# Holly Takos
Holly Takos (* 12. Dezember 1995 in Ashford) ist eine ehemalige australische Radsportlerin.

## Sportliche Laufbahn
2014 startete Holly Takos bei den Commonwealth Games in Glasgow als Pilotin der sehbehinderten Sportlerin Felicity Johnson. Sowohl im 1000-Meter-Zeitfahren wie auch im Sprint belegte das Duo Platz vier.
In der Saison 2016/17 gab Takos ihr Debüt beim Bahnrad-Weltcup und bestritt die Läufe in Glasgow und Apeldoorn. In Glasgow belegte sie gemeinsam mit Courtney Field Rang vier im Teamsprint und Rang fünf im Sprint. Bei den Ozeanienmeisterschaften 2017 errang sie die Goldmedaille im Keirin, 2018 Bronze im Teamsprint mit Caitlin Ward.
Takos trainierte am South Australian Sports Institute in Adelaide.

## Privates
Holly Takos studierte Jura an der Flinders University in Adelaide.

## Erfolge
2017
- Ozeanienmeisterin – Keirin

2018
- Ozeanienmeisterschaft – Teamsprint (mit Caitlin Ward)